# Foulzy
Foulzy est une commune associée de Girondelle et une ancienne commune française, située dans le département des Ardennes en région Grand Est.
Elle s’associe avec la commune de Girondelle, le 1er septembre 1973.

## Géographie
La commune avait une superficie de 6,30 km2

## Histoire
Par arrêté préfectoral du 23 août 1973, la commune de Foulzy est rattachée le 1er septembre 1973 à la commune de Girondelle sous la forme d'une fusion-association.

## Administration

### Liste des maires
| Période                                  | Période | Identité | Étiquette | Qualité |
| ---------------------------------------- | ------- | -------- | --------- | ------- |
| Les données manquantes sont à compléter. |         |          |           |         |
|                                          |         |          |           |         |

### Liste des maires délégués
| Période                                  | Période  | Identité         | Étiquette | Qualité |
| ---------------------------------------- | -------- | ---------------- | --------- | ------- |
| Les données manquantes sont à compléter. |          |                  |           |         |
| 15 septembre 2015                        | En cours | Christine Closse |           |         |

## Démographie
| 1793 | 1800 | 1806 | 1821 | 1831 | 1836 | 1841 | 1846 | 1851 |
| ---- | ---- | ---- | ---- | ---- | ---- | ---- | ---- | ---- |
| 214  | 225  | 221  | 231  | 243  | 235  | 254  | 257  | 275  |

| 1856 | 1861 | 1866 | 1872 | 1876 | 1881 | 1886 | 1891 | 1896 |
| ---- | ---- | ---- | ---- | ---- | ---- | ---- | ---- | ---- |
| lac. | lac. | 226  | 213  | 200  | 190  | 201  | 194  | 172  |

| 1901 | 1906 | 1911 | 1921 | 1926 | 1931 | 1936 | 1946 | 1954 |
| ---- | ---- | ---- | ---- | ---- | ---- | ---- | ---- | ---- |
| 174  | 181  | 153  | 129  | 137  | 139  | 140  | 135  | 115  |

| 1962 | 1968 | 1975 | 1982 | 1990 | 1999 | 2007 | 2008 | 2012 |
| ---- | ---- | ---- | ---- | ---- | ---- | ---- | ---- | ---- |
| 83   | 81   | -    | -    | 50   | 62   | 64   | 66   | 63   |

| 2013 | - | - | - | - | - | - | - | - |
| ---- | - | - | - | - | - | - | - | - |
| 63   | - | - | - | - | - | - | - | - |

Histogramme

(élaboration graphique par Wikipédia)

## Culture locale et patrimoine

### Lieux et monuments

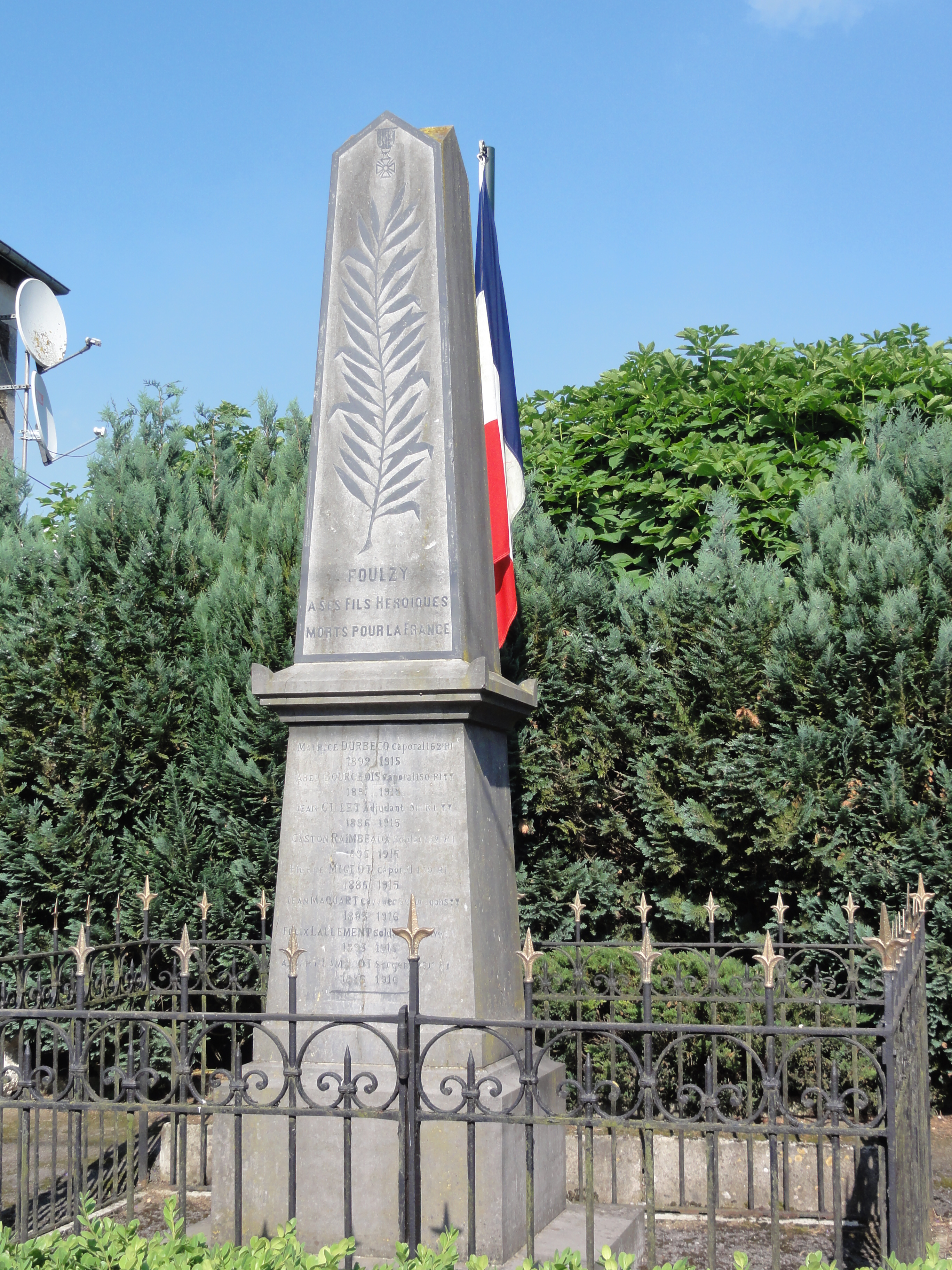
Monument aux morts de Foulzy
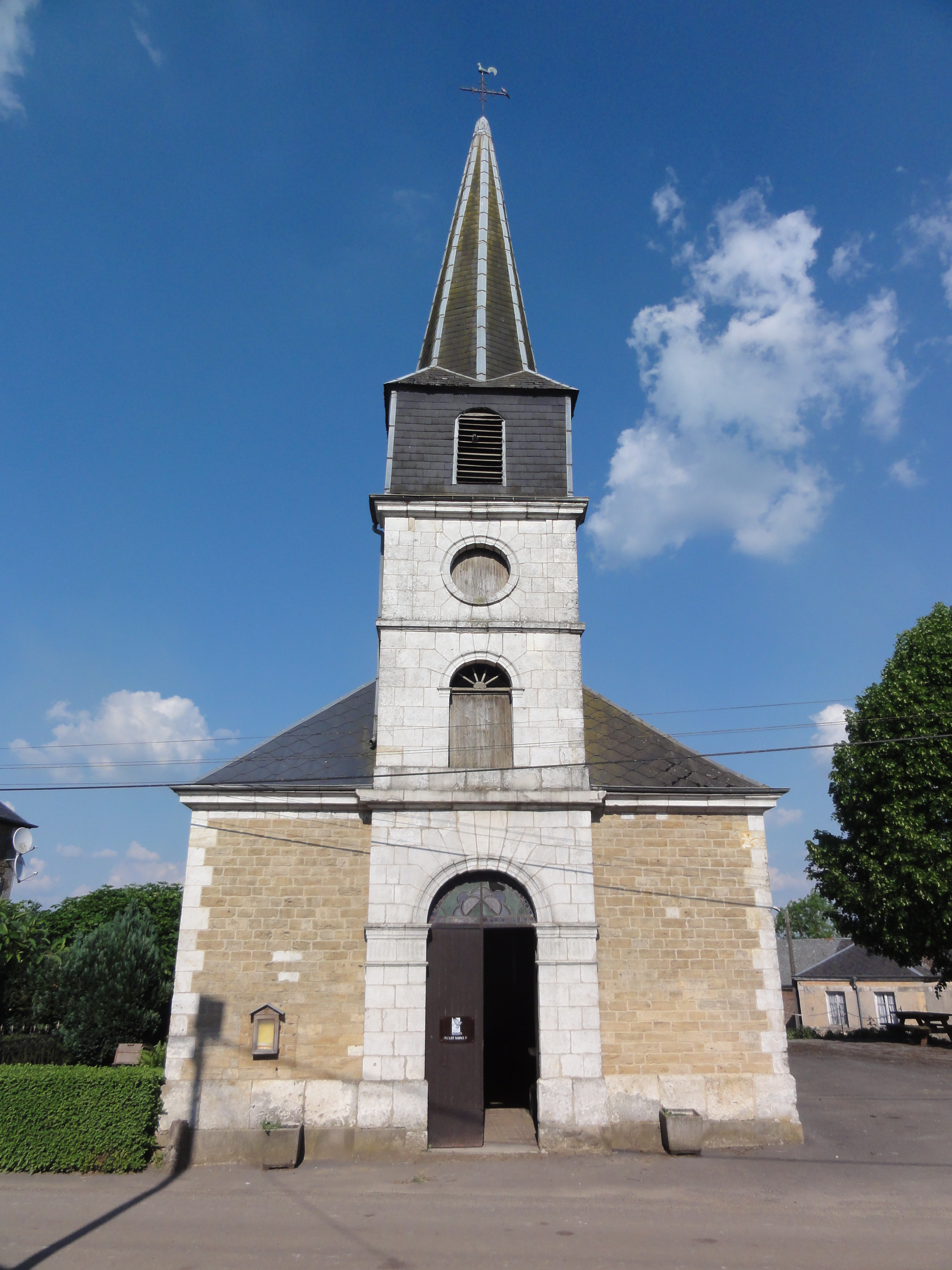
Église Saint-Remi de Foulzy
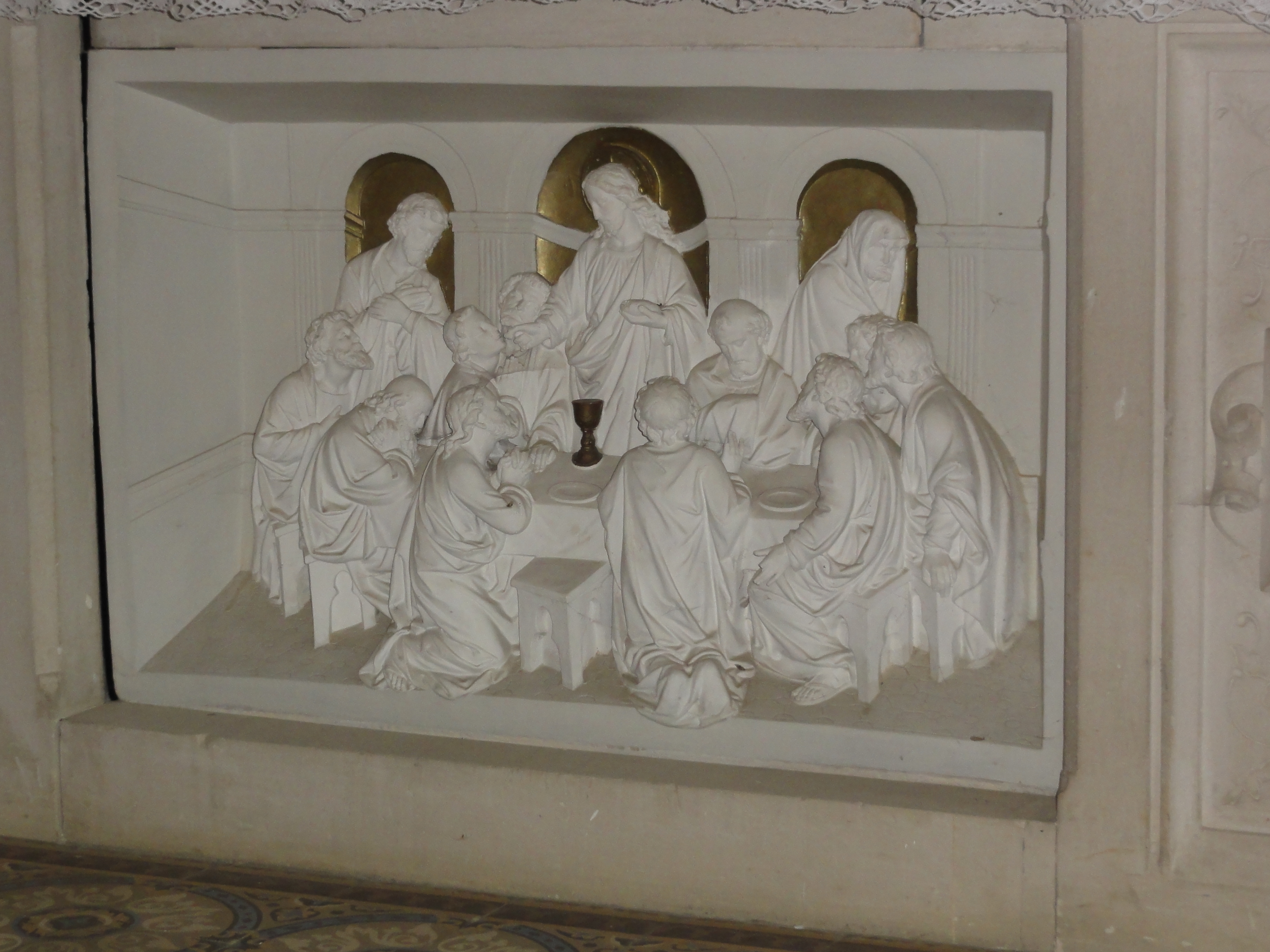
Église de Foulzy, autel: la Cène
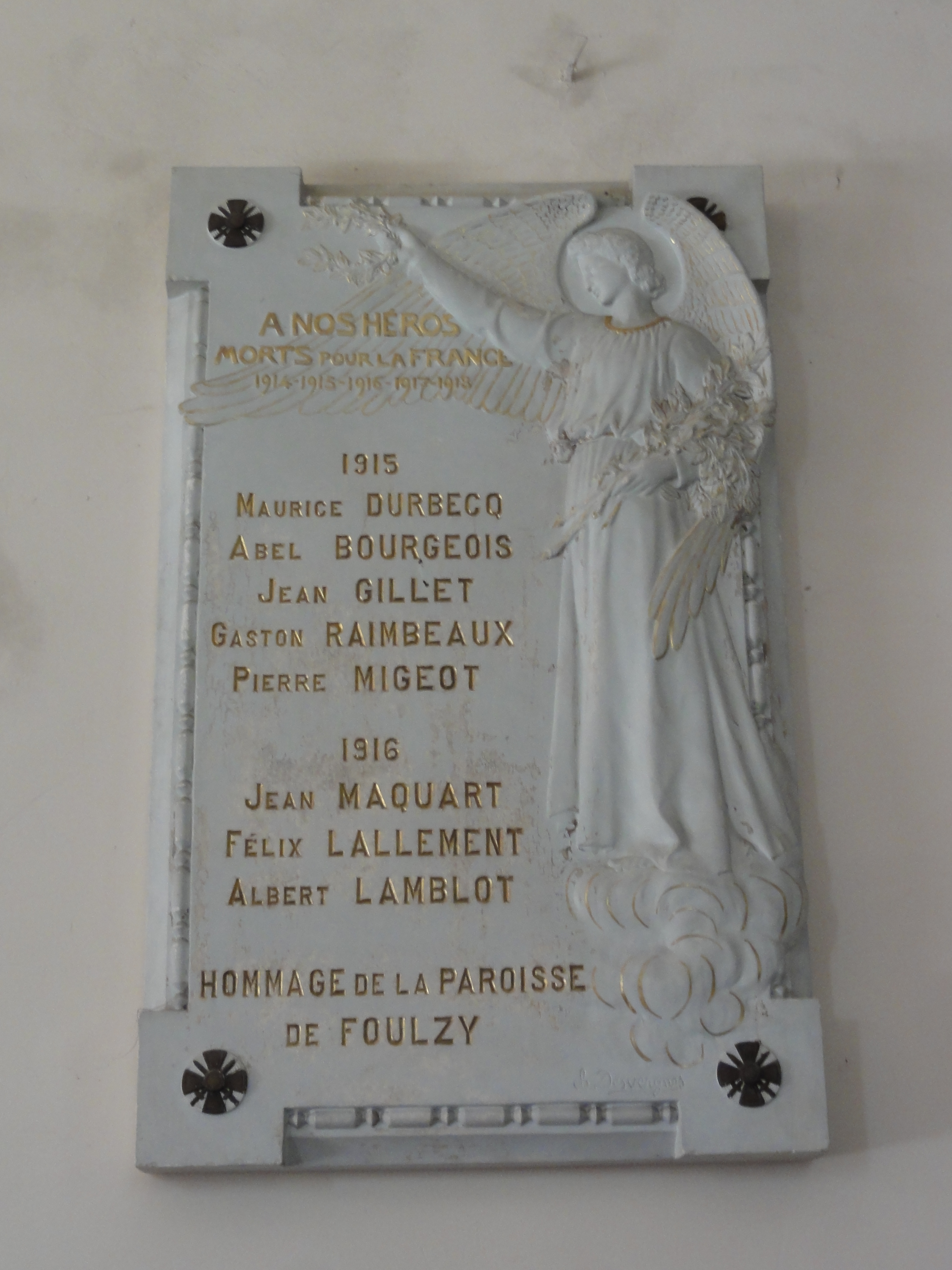
Église de Foulzy, monument aux morts de la paroisse
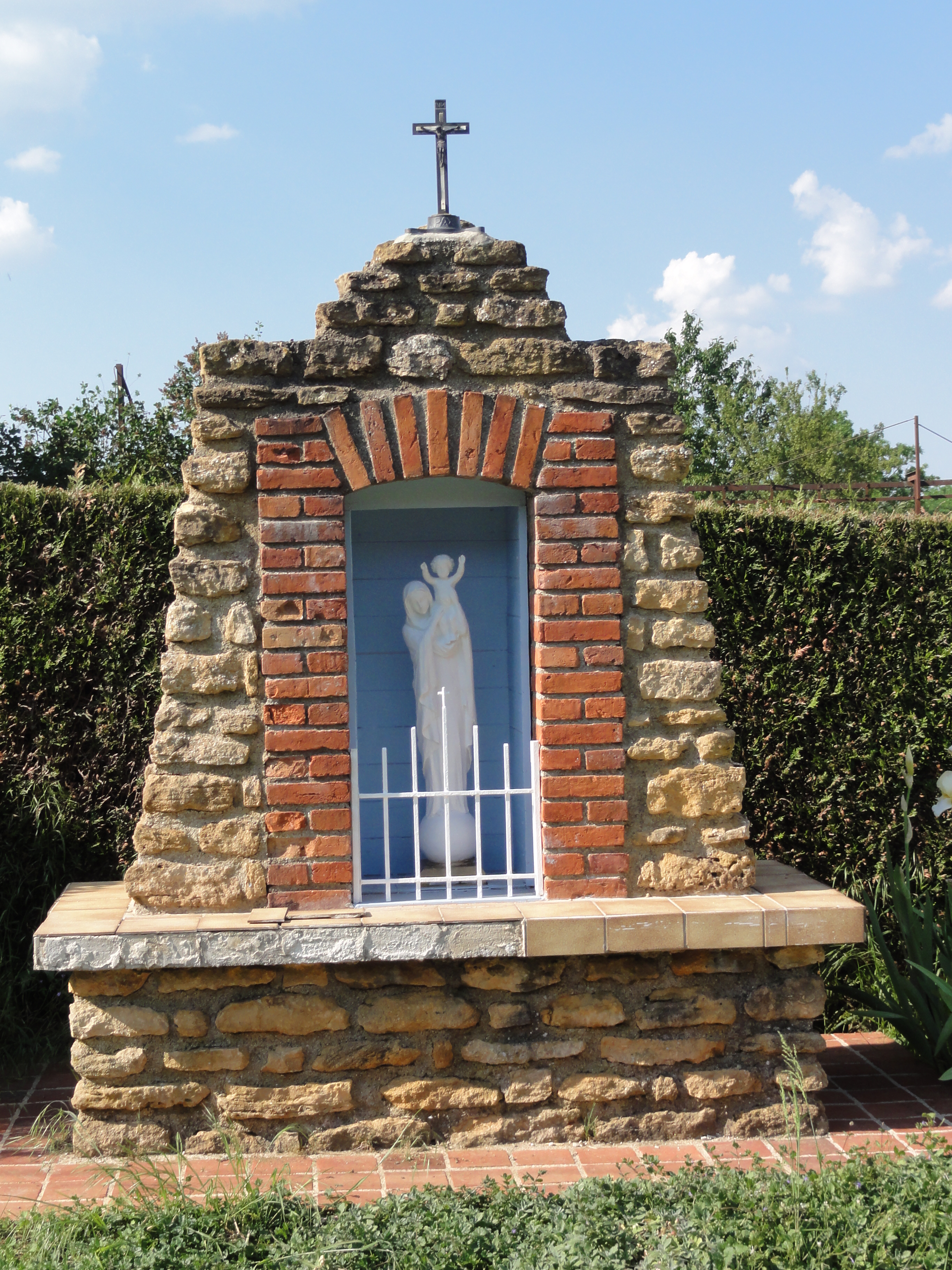
Chapelle à Foulzy
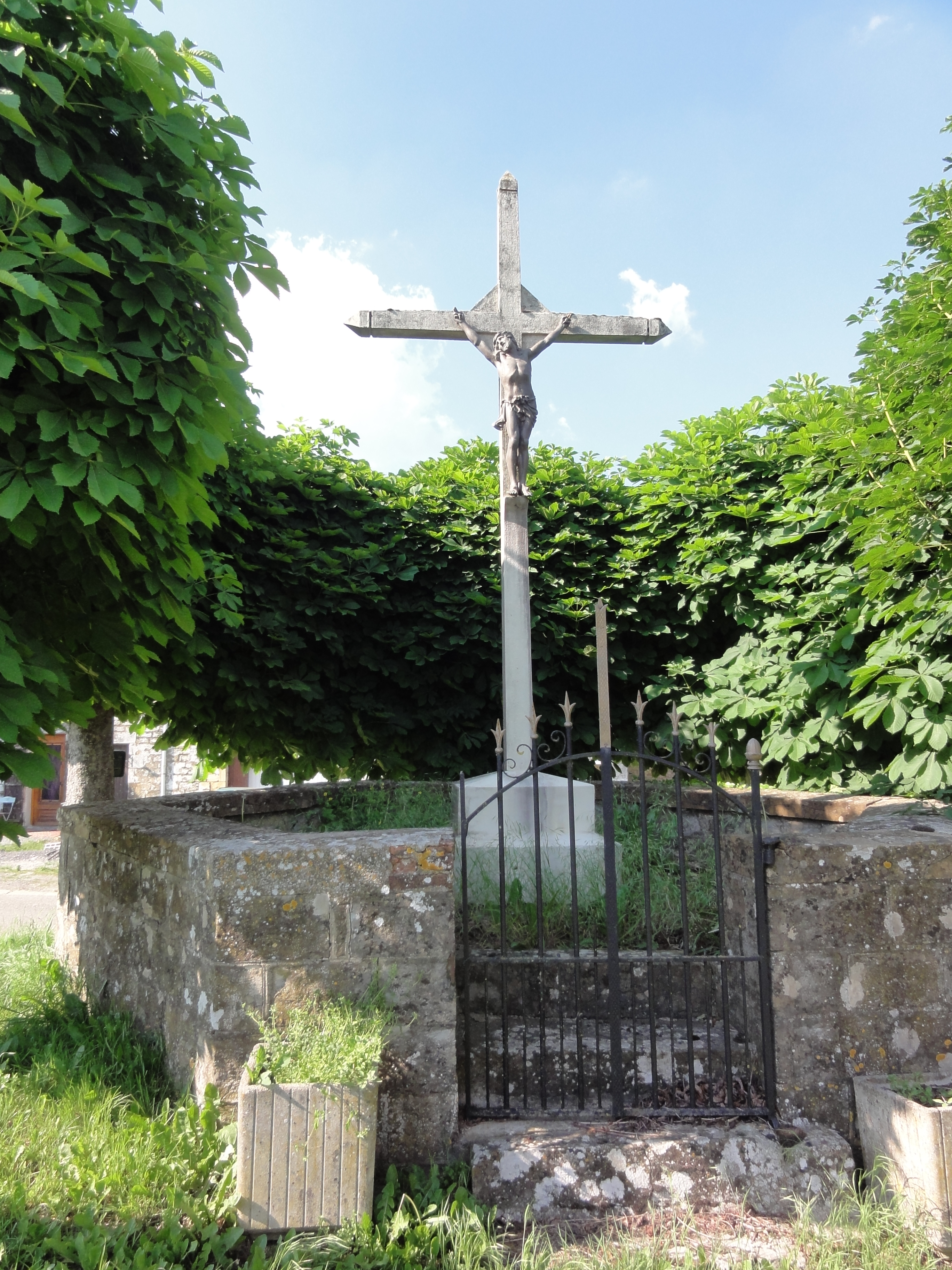
Croix de chemin à Foulzy

## Personnalités liées à la commune
- Antoine de Nouvion (Foulzy 1715-1802), capitaine des grenadiers au régiment du Roi et chevalier de l’ordre de Saint Louis [4]

- Nicolas de Nouvion (Foulzy 1697-1726), fermier pour le Roy du domaine de Tarzy [5] (frère d'Antoine de Nouvion, ci-dessus). Son fils Mathieu de Nouvion (Tarzy 1726-1793) quitta les Ardennes pour s'installer à La Jalézie dans le village de Saint-Bonnet-la-Rivière (Corrèze).